# Лудвиг II (Насау-Вайлбург)
Лудвиг II фон Насау-Вайлбург (на немски: Ludwig II von Nassau-Weilburg, * 9 август 1565, Вайлбург, † 8 ноември 1627, Саарбрюкен) е граф на Насау-Вайлбург (1602 – 1627).

## Живот
Той е най-възрастният син на граф Албрехт фон Насау-Вайлбург (1537 – 1593) и графиня Анна фон Насау-Диленбург (1541 – 1616). Фамилията му се мести през 1575 г. от Вайлбург в Отвайлер.
След смъртта на баща му на 11 ноември 1593 г. наследството му е разделено между тримата му синове: Лудвиг получава господството Отвайлер с Хомбург, Кирххайм и Лар. Братята му Вилхелм († 25 ноември 1597) и Йохан Казимир († 29 март 1602) избират земите Вайлбург, които след смъртта им получава Лудвиг. Той наследява и чичо си Филип IV фон Насау-Вайлбург († 12 март 1602) и Йохан Лудвиг фон Насау-Висбаден († 9 юни 1605). Така в ръцете на Лудвиг попада цялата Валрамска линия (1255 – 1912) на Дом Насау. Лудвиг мести резиденцията си в дворец Саарбрюкен. Строи училища.
Лудвиг II има четиринадесет деца, между тях четирима синове, които го наследяват.

## Фамилия
Лудвиг II се жени на 4 юни 1589 г. за Анна Мария (1567 – 1626), дъщеря на ландграф Вилхелм IV от Хесен-Касел и Сабина от Вюртемберг. Те имат децата:
- Вилхелм Лудвиг (1590 – 1640), граф на Саарбрюкен
- Анна Сабина (1591 – 1593)
- Алберт (1593 – 1595)
- София Амалия (1594 – 1612)
- Георг Адолф (1595 – 1596)
- Филип (1597 – 1621)
- Луиза Юлиана (1598 – 1622)
- Мориц (1599 – 1601)
- Ернст Карл (1600 – 1604)
- Мария Елизабет (1602 – 1626)
- Йохан (1603 – 1677), граф на Насау-Идщайн
- Доротея (1605 – 1620)
- Ернст Казимир (1607 – 1655), граф на Насау-Вайлбург
- Ото (1610 – 1632)